# Fettes Brot
I Fettes Brot sono un gruppo hip hop tedesco proveniente da Amburgo.

## Carriera
Con la fine dei Poets of Peeze nel 1992, i membri della band Doktor Renz (Martin Vandreier) e Tobi Tobsen formarono un nuovo gruppo. Insieme a König Boris (Boris Lauterbach), Schiffmeister (Björn Warns) e Mighty fondano i Fettes Brot. I fratelli Schmidt (Toby e Mighty) hanno lasciato la band ancor prima che venisse pubblicato il primo EP, Mitschnacker.

## Formazione
- Martin Vandreier
- Boris Lauterbach
- Björn Warns

## Discografia
- 1995 – Auf einem Auge blöd
- 1996 – Außen Top Hits, innen Geschmack
- 1998 – Fettes Brot lässt grüßen
- 2001 – Demotape
- 2005 – Am Wasser gebaut
- 2008 – Strom und Drang